# Apiales
Apiales Nakai, 1930 è un ordine di piante angiosperme appartenente al clade Campanulidi.
Fossili di foglie e fusti sono rari per le Apiales. Comunque, la registrazione del loro polline retrodata al Cretaceo. 
Il polline assegnabile alle Araliaceae è individuato a partire dal Paleocene, mentre il polline fossile delle Apiaceae può essere identificato a partire dall'Eocene.

## Descrizione
Il carattere più distintivo che si ritrova nelle Apiales è la tendenza che hanno i fiori a essere disposti in ombrelle. Un'umbella è un raggruppamento di fiori, in cui ciascun gambo del singolo fiore cresce a partire dallo stesso punto alla sommità dello stelo, una disposizione che assomiglia molto alle nevature di un ombrello rovesciato al contrario. 
I fiori così si raggruppano in un disco, promuovendo la loro presenza agli impollinatori in gruppo piuttosto che individualmente.
Molte specie di entrambe le famiglie condividono la capacità di autoimpollinarsi. Alcuni membri di entrambe le famiglie tendono pure ad avere fiori piccoli e semplici con un solo ovulo (cioè seme immaturo) in ciascun loculo (camera floreale).

## Distribuzione e habitat
Le Apiales sono ampiamente distribuite, probabilmente per il fatto che possiedono membri "promiscui", nel senso che possono essere impollinati da diversi organismi.

## Tassonomia
Secondo la classificazione APG, le famiglie appartenenti all'ordine Apiales sono 7:
- Apiaceae Lindl. (= Umbelliferae Juss., nom. cons.) (circa 450 generi)
- Araliaceae Juss. (46 generi)
- Griseliniaceae Takht. (1 genere)
- Myodocarpaceae Doweld (2 generi)
- Pennantiaceae J.Agardh (1 genere)
- Pittosporaceae R.Br. (9 generi)
- Torricelliaceae Hu (3 generi)

Secondo il sistema Cronquist, l'ordine Apiales comprendeva 2 famiglie, per un totale di 552 specie:
- Apiaceae
- Araliaceae